# Emmerich Joseph von Dalberg

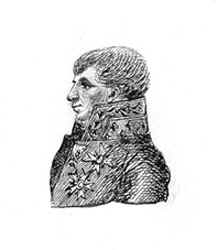
Emmerich Joseph von Dalberg

Emmerich Joseph von Dalberg, als duc de l'Empire hertog van Dalberg (Mainz, 30 mei 1773 – slot Herrnsheim, 27 april 1833) was een Duits-Frans politicus en diplomaat. Hij was de zoon van Wolfgang Heribert von Dalberg en een neef van Karl Theodor von Dalberg.
In 1803 trad hij in dienst van Baden, welk land hij als gezant te Parijs vertegenwoordigde. Aldaar raakte hij hecht bevriend met Charles-Maurice de Talleyrand. Na de Vrede van Schönbrunn (1809) trad hij in dienst van Napoleon. Hij kreeg in 1810 de functie van lid van de raad van state en de titel van hertog. Als lid van Talleyrands voorlopige regering begeleidde hij deze in 1814 als gevolmachtigd minister naar het Congres van Wenen en ondertekende in 1815 mede het decreet waarbij Napoleon werd verbannen. Hij diende als minister onder Lodewijk XVIII en werd in 1816 ambassadeur in Turijn. Zijn laatste levensjaren bracht hij door op zijn landgoed te Herrnsheim, dat hij van zijn oom Karl Theodor had geërfd.
- Bibliothèque nationale de France: cb10708134w (data)
- Gemeinsame Normdatei: 118523457
- International Standard Name Identifier: 0000 0000 8107 2954
- Library of Congress Control Number: n87904575
- Base Léonore: LH//648/10
- Nationale Bibliotheek van Israël: 987007321510805171
- Nederlandse Thesaurus van Auteursnamen: 070152535
- Système universitaire de documentation: 194435350
- Union List of Artist Names: 500436633
- Virtual International Authority File: 27862591
- WorldCat: E39PBJdgWFpGDXjpXwRfjWVgrq